# Inguna Rībena
Inguna Rībena (Riga, 24 de juliol de 1956) és arquitecta i política letona. Va ocupar el càrrec de Ministra de Cultura de Letònia del 7 de novembre de 2002 al 9 de març de 2004. És membre del partit Aliança Nacional i va ser diputada de la VIII legislatura del Saeima (Parlament letó). Ha estat reelegida com a diputada al Parlament des del 2002 fins a les últimes eleccciones per la XII Legislatura del 2014.
El 1980 es va graduar a la Facultat d'Arquitectura i Enginyeria Civil de l'Institut Politècnic de Riga, va obtenir el doctorat en arquitectura el 1995. Va treballar com a professora en aquesta mateixa universitat de 1980 a 1998.